# Dragan Dujmušić (mučenik)
Dragan Dujmušić (Polje, župa Dolac kod Travnika, 18. rujna 1899. - Par Selo, Tuzla, 7. listopada  1943.), hrvatski katolički svećenik Vrhbosanske nadbiskupije, vjeroučitelj, kulturni djelatnik iz Tuzle

## Životopis
Rodio se u Polju, župa Dolac kod Travnika. Školovao se u Dolcu, Travniku i Sarajevu. 29. lipnja zaredio se za svećenika Vrhbosanske nadbiskupije. U Strassbourgu studirao, doktorirao na KBF-u u Zagrebu. Župnik u Zvorniku i Morančanima kod Tuzle. Bio katehet u Tuzli. Omiljeni vjeroučitelj tuzlanske gimnazije (u zgradi u središnjem dijelu grada, koja je demolirana 1965.), s najvišom naobrazbom (Sorbonne), u kojoj je radio od 1926. sve do nasilne smrti 1943. godine. Uživao ugled kod hrvatske inteligencije. Kad je bilo izvjesno partizansko zauzimanje Tuzle 1943., ostao je u gradu, opravdano uvjeren u svoj ugled i u činjenicu da nitkome nije ništa zlo učinio. Nije poslušao prijatelje koji su ga savjetovali neka se skloni pred partizanima.
Partizani su ga uhitili po ulasku u Tuzlu. Odveli su ga iz Morančana 7. listopada 1943. godine i izveli pred partizanski sud. Otvoreno je iznosio svoje uvjerenje, suprotstavljajući se ateističkim i komunističkim zabludama. Osudili su ga na smrt strijeljanjem. Istog dana 7. listopada. 1943. uz grozna mučenja smaknuli su ga strijeljanjem kod Par Sela s mnoštvom hrvatskih intelektualaca. U uvali Rakidžinici namjerno su ga ostavili plitko ukopana, samo su ga prekrili prekriven granjem i ostavlili, da ga psi pojedu. Stjepan Tadić iz Par Sela pošao je tajno dostono sahraniti dr Dragu Dujmušića, ali partizanska zlovlast je Tadića dala zbog toga ubiti bez ikakva suđenja. Ipak, dr Drago Dujmušić bio je na glasu kao veliki čovjek i zato ljude ni rizik od gubitka života nije spriječio u pokušaju dostojna pokopa svog vjeroučitelja. Skupina hrabrhih ljudi iz drugog pokušaja uspjeli su prenijeti i pokopati u katoličko groblje u Par Selu.
Dujmušićev brat je neko vrijeme bio župnik u Morančanima, a poslije je prešao u Starokatoličku Crkvu i umjesto njega došao je drugi župnik.

## Kauze
Uvršten u prigodni dvanaestlisni kalendar Hrvatskih mučenika Ordinarijata Gospićko-senjske biskupije, koji je objavio krajem 2010. godine. Uvršteni su samo oni za koje je pokrenut postupak (kauza) za proglašenjem blaženima i svetima, a njima je dodano još nekoliko mučenika koji svojim životom, a posebno svojim vjerničkim svjedočanstvom u posljednjim trenutcima zemaljskog života, mogu biti primjer vjernosti svojim vjerničkim i nacionalnim korijenima.

## Citati
Malo prije egzekucije izvršiteljlima osude rekao je: "Tijelo je sada svakako vaše, dajte mi malo vremena da dušu preporučim Bogu."
Meša Selimović je o Dujmušiću u svojoj knjizi “Sjećanja” rekao: "O svim religijama govorio je najljepše; sve religije su dobre i plemenite, Bog je uvijek ista suština i smisao svijeta. Nikad nijednom riječju nije pokudio drugu religiju. I nikad nije govorio protiv ateizma."

## Vanjske poveznice
- Župa sv. Petra i Pavla Novo Selo - Balegovac  Arhivirana inačica izvorne stranice od 1. prosinca 2017. (Wayback Machine) Popis ubijenih svećenika BiH u II svjetskom ratu. Priredio: Vlado Jagustin, svećenik u Živinicama
- Rastimo u vjeri  Arhivirana inačica izvorne stranice od 30. travnja 2016. (Wayback Machine) Brat Ivan: Partizani bi svećenike franjevce zamotali u hrvatsku zastavu te igrajući „kozaru“ na njima lomili im ruke i noge! /  Preuzeto iz: Kamenjar.com, Posljednji egzorcist, 12. ožujka 2016.